# Championnat du Littoral de football (USFSA)
Le championnat du Littoral de football est une compétition française de football, disputée annuellement entre 1899 et 1914 puis en 1919 et organisée par le Comité du Littoral de l'Union des sociétés françaises de sports athlétiques (USFSA).
Le Comité du Littoral regroupait essentiellement les clubs marseillais, mais aussi des Bouches-du-Rhône et des départements voisins du Gard et du Var.
Le vainqueur de cette compétition régionale était qualifié pour le championnat de France à partir de 1904. Si l'Olympique de Marseille a remporté le titre de champion du Littoral a dix reprises, le meilleur club marseillais à cette époque reste le Stade helvétique, qui a remporté trois fois le championnat de France après avoir remporté six fois ce championnat régional.

## Palmarès
| Année | Champion               | Parcours en championnat de France |
| ----- | ---------------------- | --------------------------------- |
| 1899  | SC Marseille           | non participant                   |
| 1900  | Olympique de Marseille | non participant                   |
| 1901  | Olympique de Marseille | non participant                   |
| 1902  | Olympique de Marseille | non participant                   |
| 1903  | Olympique de Marseille | non participant                   |
| 1904  | Olympique de Marseille | Demi-Finale                       |
| 1905  | Olympique de Marseille | Quart de finale                   |
| 1906  | Olympique de Marseille | Quart de finale                   |
| 1907  | Olympique de Marseille | Demi-finale                       |
| 1908  | Olympique de Marseille | Demi-finale                       |
| 1909  | Stade helvétique       | Champion                          |
| 1910  | Stade helvétique       | Finale                            |
| 1911  | Stade helvétique       | Champion                          |
| 1912  | Stade helvétique       | 8e de finale                      |
| 1913  | Stade helvétique       | Champion                          |
| 1914  | Stade helvétique       | 8e de finale                      |
| 1919  | Olympique de Marseille | Finale                            |

## Détails par saison

### Saison 1898-1899
Deux clubs sont engagés, l'Union sportive phocéenne et le Sporting Club de Marseille. Il s'agit de la première édition du championnat du Littoral. Le vainqueur reçoit un bouclier sur lequel est gravé le nom du club victorieux. Le champion n'est pas encore qualifié pour le championnat de France. Le SC Marseille remporte le titre en remportant le seul match disputé.
| Finale                           | SC Marseille              | 2 – 1   | US phocéenne | | |
| Dimanche 26 février 1899 14 h 48 | Leonelly · Lucien Pourpre | (0 – 1) | Aime         | Vélodrome, Marseille Arbitrage : M. Poisot (FC Marseille) Arbitres assistants : M. Diss (US phocéenne) M. Lambert (SC Marseille) | Vélodrome, Marseille Arbitrage : M. Poisot (FC Marseille) Arbitres assistants : M. Diss (US phocéenne) M. Lambert (SC Marseille) |

### Saison 1899-1900
Quatre clubs sont engagés, à savoir les deux clubs de la saison précédente, auxquels s'ajoutent l'Olympique de Marseille et le Stade marseillais. Le champion n'est pas encore qualifié pour le championnat de France. L'Olympique de Marseille remporte le titre.
Les résultats sont les suivants,, : 
| Rang | Équipe                 | Pts | J | G | N | P | Bp | Bc | GA   |  | Résultats (▼ dom., ► ext.) | OM | USP | SCM | SM  |
| ---- | ---------------------- | --- | - | - | - | - | -- | -- | ---- |  | -------------------------- | -- | --- | --- | --- |
| 1    | Olympique de Marseille | 5   | 3 | 2 | 1 | 0 | 5  | 1  | 5    |  | Olympique de Marseille     |    | 1-0 | 3-0 | 1-1 |
| 2    | US phocéenne           | 4   | 3 | 2 | 0 | 1 | 2  | 1  | 2    |  | US phocéenne               |    |     | 1-0 | 1-0 |
| 3    | SC Marseille T         | 2   | 3 | 1 | 0 | 2 | 2  | 4  | 0,5  |  | SC Marseille               |    |     |     | 2-0 |
| 4    | Stade marseillais      | 1   | 3 | 0 | 1 | 2 | 1  | 4  | 0,25 |  | Stade marseillais          |    |     |     |     |

| - Champion |

### Saison 1900-1901
Cinq clubs sont engagés, à savoir les quatre de la saison précédente, auxquels s'ajoute le Groupe sportif des Présentines, fondé en novembre 1900. Le champion n'est pas encore qualifié pour le championnat de France. L'Olympique de Marseille remporte le titre.
| Rang | Équipe                   | Pts | J | G | N | P | Bp | Bc | GA |  | Résultats (▼ dom., ► ext.) | OM | SCM | SM  | USP | GSP |
| ---- | ------------------------ | --- | - | - | - | - | -- | -- | -- |  | -------------------------- | -- | --- | --- | --- | --- |
| 1    | Olympique de Marseille T | 8   | 4 | 4 | 0 | 0 | 16 | 0  | ∞  |  | Olympique de Marseille     |    | 8-0 | 8-0 | For | For |
| 2    | SC Marseille             | 5   | 4 | 2 | 1 | 1 |    |    |    |  | SC Marseille               |    |     | -   | For | -   |
| 2    | Stade marseillais        | 5   | 4 | 2 | 1 | 1 |    |    |    |  | Stade marseillais          |    |     |     | -   | -   |
| 4    | US phocéenne             | 2   | 4 | 1 | 0 | 4 |    |    |    |  | US phocéenne               |    |     |     |     | -   |
| 5    | GS Présentines           | 0   | 4 | 0 | 0 | 4 |    |    |    |  | GS Présentines             |    |     |     |     |     |

| - Champion |

### Saison 1901-1902
Cinq clubs sont engagés. Il s'agit de ceux de la saison précédente. L'Olympique de Marseille remporte le titre mais « ne semble pas vouloir disputer le championnat de France » selon Le Vélo du 28 février 1902.
| Rang | Équipe                   | Pts | J | G | N | P | Bp | Bc | GA |  | Résultats (▼ dom., ► ext.) | OM | SCM | SM  | USP | GSP |
| ---- | ------------------------ | --- | - | - | - | - | -- | -- | -- |  | -------------------------- | -- | --- | --- | --- | --- |
| 1    | Olympique de Marseille T | 8   | 4 | 4 | 0 | 0 | 9  | 0  | ∞  |  | Olympique de Marseille     |    | 1-0 | 2-0 | 2-0 | 4-0 |
| 2    | Stade marseillais        | 5   | 4 | 2 | 1 | 1 |    |    |    |  | Stade marseillais          |    |     | -   | -   | -   |
| 3    | SC Marseille             | 3   | 4 | 1 | 1 | 2 |    |    |    |  | SC Marseille               |    |     |     | -   | -   |
| 4    | US phocéenne             | 3   | 4 | 1 | 1 | 2 |    |    |    |  | US phocéenne               |    |     |     |     | -   |
| 5    | GS Présentines           | 1   | 4 | 0 | 1 | 3 |    |    |    |  | GS Présentines             |    |     |     |     |     |

| - Champion |

### Saison 1902-1903
Six clubs sont engagés, à savoir les cinq clubs marseillais de la saison précédente, auxquels s'ajoute l'Union athlétique d'Aix-en-Provence. Le champion est pour la première fois qualifié pour le championnat de France. Afin d'éviter les éventuels forfaits à cause de la difficulté de transport entre Marseille et Aix-en-Provence, le Comité du Littoral décide d'organiser en premier lieu un championnat entre les clubs marseillais, le vainqueur devant ensuite rencontrer l'UA Aix-en-Provence. L'Olympique de Marseille remporte le tournoi marseillais. Le Comité décide alors de déclarer l'OM champion et de le qualifier pour le championnat de France. L'UA Aix-en-Provence conteste la décision, mais le Comité contraint le club à officiellement déclarer forfait pour la finale, en échange de quoi l'Olympique de Marseillais ira jouer en match amical à Aix-en-Provence après le championnat de France. Prévu pour le 5 avril, les Aixois finiront pas déclarer forfait pour ce match.
| Rang | Équipe                   | Pts | J | G | N | P | Bp | Bc | GA |  | Résultats (▼ dom., ► ext.) | OM | SM  | GSP | USP | SCM |
| ---- | ------------------------ | --- | - | - | - | - | -- | -- | -- |  | -------------------------- | -- | --- | --- | --- | --- |
| 1    | Olympique de Marseille T | 8   | 4 | 4 | 0 | 0 | 22 | 0  | ∞  |  | Olympique de Marseille     |    | 1-0 | 6-0 | 9-0 | 6-0 |
| 2    | Stade marseillais        | 6   | 4 |   |   |   |    |    |    |  | Stade marseillais          |    |     | -   | -   | -   |
| 3    | GS Présentines           | 3   | 4 |   |   |   |    |    |    |  | GS Présentines             |    |     |     | -   | -   |
| 4    | US phocéenne             | 2   | 4 |   |   |   |    |    |    |  | US phocéenne               |    |     |     |     | -   |
| 5    | SC Marseille             | 1   | 4 |   |   |   |    |    |    |  | SC Marseille               |    |     |     |     |     |

| - Qualifié pour la finale contre l'UA Aix-en-Provence |

| Finale | Olympique de Marseille | forfait | UA Aix-en-Provence |  |  |
|        |                        |         |                    |  |  |

### Saison 1903-1904
Les cinq clubs marseillais de la saison précédente sont initialement engagés, mais le Groupe sportif des Présentines finit par déclarer forfait général et disparait. L'Olympique de Marseille et le Stade marseillais terminent à égalité de points, ce qui nécessite la tenue d'un match d'appui, remporté par les Olympiens.
| Rang | Équipe                   | Pts | J | G | N | P | Bp | Bc | GA |  | Résultats (▼ dom., ► ext.) | OM | SM  | SCM  | USP  | GSP |
| ---- | ------------------------ | --- | - | - | - | - | -- | -- | -- |  | -------------------------- | -- | --- | ---- | ---- | --- |
| 1    | Olympique de Marseille T | 7   | 4 | 3 | 1 | 0 | 26 | 1  | 26 |  | Olympique de Marseille     |    | 1-1 | 12-0 | 13-0 | For |
| 1    | Stade marseillais        | 7   | 4 | 3 | 1 | 0 |    |    |    |  | Stade marseillais          |    |     | -    | -    | For |
| ?    | SC Marseille             | 3   | 4 |   |   |   |    |    |    |  | SC Marseille               |    |     |      | -    | For |
| ?    | US phocéenne             | 2   | 4 |   |   |   |    |    |    |  | US phocéenne               |    |     |      |      | For |
| 5    | GS Présentines           | 0   | 4 | 0 | 0 | 4 | 0  | 0  | ∞  |  | SC Marseille               |    |     |      |      |     |

| - Qualifié pour un match d'appui |

| Match d'appui        | Olympique de Marseille                                                                                | 3 – 0   | Stade marseillais |                     |                     |
| Dimanche 6 mars 1904 | L. Gilly 7e · Iwens 34e (pen.) · L. Gilly 42e                                                         | (3 – 0) |                   | Arbitrage : M. Diss | Arbitrage : M. Diss |
| Dimanche 6 mars 1904 | Laveille - Iwens , Brodeur - A. Gilly, Naegely, Burle - Durell, L. Gilly, A. Bideleux, Pahud, Duchène | Équipes |                   | Arbitrage : M. Diss | Arbitrage : M. Diss |

### Saison 1904-1905
Seuls deux des cinq clubs engagés la saison précédente sont inscrits : l'Olympique Etoile Bleue de Marseille (issu de la fusion de l'OM et de l'Etoile Bleue) et le Stade marseillais. Ils doivent se rencontrer en match aller-retour avec match d'appui si nécessaire. Le Stade marseillais perd le premier match 1-0 après s'être fait refuser un but par l'arbitre, qui, alors qu'il a déclaré n'appartenir à aucun club, s'avère être sociétaire de l'OM. La réclamation du Stade est déboutée. Le Stade remporte le match retour mais l'Olympique gagne le match d'appui après prolongation.
| Match aller               | Olympique Etoile Bleue de Marseille                                                                       | 1 – 0   | Stade marseillais |                                             |                                             |
| Dimanche 20 novembre 1904 | Jacquet                                                                                                   | (0 – 0) |                   | Arbitrage : M. Aïn (Olympique de Marseille) | Arbitrage : M. Aïn (Olympique de Marseille) |
| Dimanche 20 novembre 1904 | Laveille - Burle, Brodeur - Bensimon, Cuenod, Dubreuil - Jacquet, A. Bideleux, L. Gilly, Durell , Duchène | Équipes |                   | Arbitrage : M. Aïn (Olympique de Marseille) | Arbitrage : M. Aïn (Olympique de Marseille) |

| Match retour             | Stade marseillais                                                                    | 7 – 1   | Olympique Etoile Bleue de Marseille                                                                     |                                                                  |                                                                  |
| Dimanche 29 janvier 1905 | Bernard 19e · Gastinel ? · Bernard 42e · Ferrand 46e · Labat ? · Labat ? · Bernard ? | (3 – 0) | 90e L. Gilly                                                                                            | Vélodrome du boulevard Michelet, Marseille Arbitrage : M. Tunmer | Vélodrome du boulevard Michelet, Marseille Arbitrage : M. Tunmer |
| Dimanche 29 janvier 1905 |                                                                                      | Équipes | Laveille - Burle, Brodeur - Lambert, Bensimon, Cuenod - Duchène, Durell, A. Bideleux, Jacquet, L. Gilly | Vélodrome du boulevard Michelet, Marseille Arbitrage : M. Tunmer | Vélodrome du boulevard Michelet, Marseille Arbitrage : M. Tunmer |

| Match d'appui                 | Stade marseillais | 1 – 2            | Olympique Etoile Bleue de Marseille                                                                        |                                                                      |                                                                      |
| Dimanche 12 mars 1905 15 h 00 | Bernard           | (0 – 0 ; 1 – 2 ) | 7e Dubreuil · ? Burle                                                                                      | Vélodrome du boulevard Michelet, Marseille Arbitrage : Thaïs Veyrenc | Vélodrome du boulevard Michelet, Marseille Arbitrage : Thaïs Veyrenc |
| Dimanche 12 mars 1905 15 h 00 |                   | Équipes          | Jeansolin - Cuenod, Burle - Bensimon, A. Bideleux, Laveille - L. Gilly, Durell, Dubreuil, Jacquet, Duchène | Vélodrome du boulevard Michelet, Marseille Arbitrage : Thaïs Veyrenc | Vélodrome du boulevard Michelet, Marseille Arbitrage : Thaïs Veyrenc |

### Saison 1905-1906
Quatre clubs sont engagés, à savoir les deux clubs de la saison précédente (l'OM a repris son indépendance), auxquels s'ajoutent l'Union sportive marseillaise, promu de 2e série, et le Sporting Club nîmois. Le Comité du Littoral décide d'organiser en premier lieu un championnat entre les clubs marseillais, le vainqueur devant ensuite rencontrer le SC nîmois. L'Olympique de Marseille remporte le titre.
| Rang | Équipe                   | Pts | J | G | N | P | Bp | Bc | GA   |  | Résultats (▼ dom., ► ext.) | OM   | SM   | USM |
| ---- | ------------------------ | --- | - | - | - | - | -- | -- | ---- |  | -------------------------- | ---- | ---- | --- |
| 1    | Olympique de Marseille T | 8   | 4 | 4 | 0 | 0 | 31 | 2  | 15,5 |  | Olympique de Marseille     |      | 10-1 | 4-1 |
| 2    | Stade marseillais        | 3   | 4 | 1 | 1 | 2 |    |    |      |  | Stade marseillais          | 0-14 |      | -   |
| 3    | US marseillaise P        | 1   | 4 | 0 | 1 | 3 |    |    |      |  | US marseillaise            | 0-3  | -    |     |

| - Qualifié pour la finale |

| Match aller              | SC nîmois | 0 – 4   | Olympique de Marseille                                                                         |                           |                           |
| Dimanche 18 février 1906 |           | (–)     | 10e van Ooy · ? Knolder · ? Knolder · 80e L. Gilly                                             | Spectateurs : Environ 700 | Spectateurs : Environ 700 |
| Dimanche 18 février 1906 |           | Équipes | Laveille - Cuenod, Caviglia - Burle, Ferré, Durell - Jacquet, Brodeur, Knolder, van Ooy, Gilly | Spectateurs : Environ 700 | Spectateurs : Environ 700 |

| Match retour             | Olympique de Marseille                                                                        | 7 – 1   | SC nîmois   |  |  |
| Dimanche 25 février 1906 | Brodeur 3e · Gilly 20e · Knolder 35e · Brodeur 38e · van Ooy 50e · Knolder 65e · Gilly 90e    | (4 – 1) | 10e van Ooy |  |  |
| Dimanche 25 février 1906 | Laveille - Cuenod, Caviglia - Burle, Ferré, Durell - Achard, van Ooy, Knolder, Brodeur, Gilly | Équipes |             |  |  |

### Saison 1907-1908
Quatre clubs sont initialement engagés, mais l'Union sportive marseillaise, dont les meilleurs joueurs sont partis renforcer l'équipe du Stade marseillais, déclare forfait général. L'Olympique de Marseille et le Stade helvétique terminent à égalité de point et doivent disputer un match d’appui, que remportent les Olympiens.
| Rang | Équipe                   | Pts | J | G | N | P | Bp | Bc | GA   |  | Résultats (▼ dom., ► ext.) | OM  | SH  | SM  |
| ---- | ------------------------ | --- | - | - | - | - | -- | -- | ---- |  | -------------------------- | --- | --- | --- |
| 1    | Olympique de Marseille T | 6   | 4 | 3 | 0 | 1 | 17 | 4  | 4,25 |  | Olympique de Marseille     |     | 2-1 | 8-0 |
| 1    | Stade helvétique         | 6   | 4 | 3 | 0 | 1 |    |    |      |  | Stade helvétique           | 3-2 |     | ?-? |
| 3    | Stade marseillais        | 0   | 4 | 0 | 0 | 4 |    |    |      |  | Stade marseillais          | 0-5 | ?-? |     |

| - Qualifié pour un match d'appui |

| Match d'appui           | Olympique de Marseille                                                                                      | 3 – 1   | Stade helvétique |                                                                      |                                                                      |
| Dimanche 2 février 1908 | Bernard · Knolder · Knolder                                                                                 | (3 – 0) | 70e Widdington   | Vélodrome, Marseille Spectateurs : Environ 2 000 Arbitrage : M. Diss | Vélodrome, Marseille Spectateurs : Environ 2 000 Arbitrage : M. Diss |
| Dimanche 2 février 1908 | Marxwurth - Laveille, Ferré - Bromley, Brodeur, Caviglia - H. Gazagne, Bernard, Knolder , Paulson, L. Gilly | Équipes |                  | Vélodrome, Marseille Spectateurs : Environ 2 000 Arbitrage : M. Diss | Vélodrome, Marseille Spectateurs : Environ 2 000 Arbitrage : M. Diss |

### Saison 1908-1909
Trois clubs sont engagés. Le Stade Étoile bleue est issu de la fusion de l’Étoile bleue et du Stade marseillais et prend la place de ce dernier dans le championnat. Le Stade helvétique remporte le titre.
| Rang | Équipe                   | Pts | J | G | N | P | Bp | Bc | GA   |  | Résultats (▼ dom., ► ext.) | SH  | OM   | SEB  |
| ---- | ------------------------ | --- | - | - | - | - | -- | -- | ---- |  | -------------------------- | --- | ---- | ---- |
| 1    | Stade helvétique         | 11  | 4 | 3 | 1 | 0 |    |    |      |  | Stade helvétique           |     | 4-1  | 16-0 |
| 2    | Olympique de Marseille T | 9   | 4 | 2 | 1 | 1 | 14 | 8  | 1,75 |  | Olympique de Marseille     | 3-3 |      | For  |
| 3    | Stade Étoile bleue       | 4   | 4 | 0 | 0 | 4 |    |    |      |  | Stade Étoile bleue         | ?-? | 1-10 |      |

| - Champion et qualifié pour le championnat de France |

### Saison 1909-1910
Quatre clubs sont engagés. Aux trois clubs de la saison passée s'ajoute l'Union sportive marseillaise. Le Stade helvétique remporte le titre en gagnant ses six matchs.
| Rang | Équipe                 | Pts | J | G | N | P | Bp | Bc | GA    |  | Résultats (▼ dom., ► ext.) | SH  | OM  | SEB | USM |
| ---- | ---------------------- | --- | - | - | - | - | -- | -- | ----- |  | -------------------------- | --- | --- | --- | --- |
| 1    | Stade helvétique T     | 18  | 6 | 6 | 0 | 0 |    |    |       |  | Stade helvétique           |     | 1-0 | -   | -   |
| 2    | Olympique de Marseille | 13  | 6 | 3 | 1 | 2 | 17 | 9  | 1,889 |  | Olympique de Marseille     | 0-4 |     | 3-1 | 3-1 |
| 3    | Stade Étoile bleue     | 11  | 6 | 2 | 1 | 3 |    |    |       |  | Stade Étoile bleue         | -   | 2-2 |     | -   |
| 4    | US marseillaise        | 6   | 6 | 0 | 0 | 6 |    |    |       |  | US marseillaise            | 0-4 | 0-9 | -   |     |

| - Champion et qualifié pour le championnat de France |

### Saison 1910-1911
Les quatre clubs de la saison précédente sont engagés. Le Stade helvétique remporte le titre en gagnant une nouvelle fois ses six matchs. L'Olympique de Marseille et le Stade Étoile bleue terminent à égalité de points. Les deux clubs doivent se rencontrer une semaine après la fin du championnat dans le cadre du Challenge international du Sud, pour ce qui doit également être une belle officieuse pour départager les deux clubs, mais le Stade Étoile bleue déclare forfait.
| Rang | Équipe                 | Pts | J | G | N | P | Bp | Bc | GA   |  | Résultats (▼ dom., ► ext.) | SH  | OM  | SEB | USM |
| ---- | ---------------------- | --- | - | - | - | - | -- | -- | ---- |  | -------------------------- | --- | --- | --- | --- |
| 1    | Stade helvétique T     | 18  | 6 | 6 | 0 | 0 |    |    |      |  | Stade helvétique           |     | 2-0 | -   | -   |
| 2    | Olympique de Marseille | 12  | 6 | 3 | 0 | 3 | 22 | 8  | 2,75 |  | Olympique de Marseille     | 2-3 |     | 3-1 | 9-1 |
| 2    | Stade Étoile bleue     | 12  | 6 | 3 | 0 | 3 |    |    |      |  | Stade Étoile bleue         | -   | 1-0 |     | -   |
| 4    | US marseillaise        | 6   | 6 | 0 | 0 | 6 |    |    |      |  | US marseillaise            | -   | 0-8 | -   |     |

| - Champion et qualifié pour le championnat de France |

### Saison 1911-1912
Cinq clubs sont engagés. Parmi les quatre clubs de la saison précédente, l'Union sportive marseillaise déclare forfait général. Deux clubs sont promus de deuxième série, le Phocée Club et l'ASPTT Marseille. Le dernier à l'issue de la phase aller ne participe pas à la phase retour et dispute une poule de promotion-relégation avec des clubs de 2e série. Il s'agira de l'ASPTT Marseille. Le Stade helvétique remporte le titre en gagnant une nouvelle fois tous ses matchs.
| Rang | Équipe                 | Pts | J | G | N | P | Bp | Bc | GA  |  | Résultats (▼ dom., ► ext.) | SH  | OM   | SEB | PC   | ASP |
| ---- | ---------------------- | --- | - | - | - | - | -- | -- | --- |  | -------------------------- | --- | ---- | --- | ---- | --- |
| 1    | Stade helvétique T     | 21  | 7 | 7 | 0 | 0 |    |    |     |  | Stade helvétique           |     | 2-1  | -   | -    | -   |
| 2    | Olympique de Marseille | 17  | 7 | 5 | 0 | 2 | 36 | 8  | 4,5 |  | Olympique de Marseille     | 1-2 |      | 2-1 | 10-0 |     |
| 3    | Stade Étoile bleue     |     | 7 |   |   |   |    |    |     |  | Stade Étoile bleue         | -   | 2-3  |     | -    | -   |
| 4    | Phocée Club P          |     | 7 |   |   |   |    |    |     |  | Phocée Club                | -   | 1-7  | -   |      | -   |
| 5    | ASPTT Marseille P      |     | 4 |   |   |   |    |    |     |  | ASPTT Marseille            | -   | 0-12 | -   | -    |     |

| - Champion et qualifié pour le championnat de France - Poule de promotion-relégation |

### Saison 1912-1913
Six clubs sont engagés, à savoir les cinq clubs de la saison précédente, dont l'ASPTT Marseille qui s'est maintenu en poule de promotion-relégation, auxquels s'ajoute un promu, l'Union sportive gadzarienne, le club de l'École nationale supérieure d'arts et métiers d'Aix-en-Provence. Les deux derniers à l'issue de la phase aller ne participent pas à la phase retour et disputent une poule de promotion-relégation avec des clubs de 2e série. Le Phocée Club et l'US gadzarienne terminant à égalité de points à la quatrième place à la fin des matchs aller, un match d'appui est organisé (qui ne compte pas dans le classement), et est remporté par le Phocée Club. Le Stade helvétique remporte le titre.
| Rang | Équipe                 | Pts | J | G | N | P | Bp | Bc | GA   |  | Résultats (▼ dom., ► ext.) | SH  | OM  | SEB | PC  | USG | ASP |
| ---- | ---------------------- | --- | - | - | - | - | -- | -- | ---- |  | -------------------------- | --- | --- | --- | --- | --- | --- |
| 1    | Stade helvétique T     | 22  | 8 | 6 | 2 | 0 |    |    |      |  | Stade helvétique           |     | 1-1 | -   | -   | -   | -   |
| 2    | Olympique de Marseille | 19  | 8 | 4 | 3 | 1 | 19 | 4  | 4,75 |  | Olympique de Marseille     | 1-1 |     | 1-1 | 2-1 |     |     |
| 3    | Stade Étoile bleue     | 15  | 8 | 3 | 1 | 4 |    |    |      |  | Stade Étoile bleue         | -   | 0-3 |     | -   | -   | -   |
| 4    | Phocée Club            | 14  | 8 | 3 | 0 | 5 |    |    |      |  | Phocée Club                | -   | TV  | -   |     | -   | -   |
| 5    | US gadzarienne P       | 9   | 5 | 2 | 0 | 3 |    |    |      |  | US gadzarienne             | -   | 0-7 | -   | -   |     | -   |
| 6    | ASPTT Marseille        | 5   | 5 | 0 | 0 | 5 |    |    |      |  | ASPTT Marseille            | -   | 0-4 | -   | -   | -   |     |

| - Champion et qualifié pour le championnat de France - Poule de promotion-relégation |

### Saison 1913-1914
Six clubs sont engagés, à savoir les quatre clubs qualifiés pour la phase retour de la saison précédente, plus l'ASPTT Marseille, qui s'est maintenu en poule de promotion-relégation, et un promu, le Vélo Sport hyérois. Les deux derniers à l'issue de la phase aller ne participent pas à la phase retour et disputent une poule de promotion-relégation avec les deux premiers clubs de 2e série. Le Stade helvétique remporte le titre pour la sixième fois consécutive.
| Rang | Équipe                 | Pts | J | G | N | P | Bp | Bc | GA    |  | Résultats (▼ dom., ► ext.) | SH  | OM  | VSH | PC   | SEB | ASP |
| ---- | ---------------------- | --- | - | - | - | - | -- | -- | ----- |  | -------------------------- | --- | --- | --- | ---- | --- | --- |
| 1    | Stade helvétique T     | 23  | 8 | 7 | 1 | 0 |    |    |       |  | Stade helvétique           |     | 3-2 | -   | -    | -   | -   |
| 2    | Olympique de Marseille | 20  | 8 | 6 | 0 | 2 | 45 | 8  | 5,625 |  | Olympique de Marseille     | 1-2 |     | 7-0 | 15-1 |     | 5-2 |
| 3    | Vélo Sport hyérois P   | 17  | 8 | 4 | 1 | 2 |    |    |       |  | Vélo Sport hyérois         | -   | 0-1 |     | -    | -   | -   |
| 4    | Phocée Club            | 12  | 8 | 2 | 0 | 6 |    |    |       |  | Phocée Club                | -   | 0-8 | -   |      | -   | -   |
| ?    | Stade Étoile bleue     |     | 5 |   |   |   |    |    |       |  | Stade Étoile bleue         | -   | 0-6 | -   | -    |     | -   |
| ?    | ASPTT Marseille        |     | 5 |   |   |   |    |    |       |  | ASPTT Marseille            | -   |     | -   | -    | -   |     |

| - Champion et qualifié pour le championnat de France - Poule de promotion-relégation |